# 에리카 (식물)
에리카(학명: Erica cinerea 에리카 키네레아[*])는 진달래과의 관목이다. 원산지는 유럽과 북아프리카이다. 꿀벌 등에게 꽃꿀을 제공하는 식물이며, 원예 식물로 흔히 이용된다.